# Amelia (entreprise)
Pour les articles homonymes, voir Amelia.
Amelia est le nom commercial du groupe Regourd Aviation, une entreprise française créée en 1976 et spécialisée dans la location d'avion avec équipage, les vols charter, les lignes régulières, les évacuations sanitaires et la maintenance d'appareils. Le groupe Regourd Aviation décidait en 2019 de créer Amelia pour unir ses activités européennes sous une même bannière:
- 2 compagnies aériennes[2]:
  - Amelia (compagnie française, indicatif "AIA / 8R");
  - Amelia International (compagnie slovène, indicatif "AEH / NL");

- 3 centres de maintenance:
  - Amelia Tech (basé à Saint-Brieuc);
  - Amelia System (basé à Rodez);
  - Aero4M (basé à Ljubjana).

## Historique
- 1976 : Le Groupe Regourd crée la société Regourd Aviation. Cette dernière a pour activité le négoce d’avions d’affaires et d’hélicoptères[3].
- 1977 : la société Regourd Aviation crée Leadair Jet Service, une compagnie de transport à la demande sur l’aéroport de Paris-Le Bourget. Elle acquiert un Learjet 23 en Août 1977, immatriculé F-GAPY, acheté à la compagnie Jordanienne Arab Wings.
- 1984 : début de la présence du groupe en Afrique, louant des aéronefs à des compagnies aériennes.
- 1986 : Leadair est cédée à un grand groupe international.
- 1988 : Regourd Aviation crée FMS (FlightManagement Service), compagnie exploitant une flotte de bi et tri réacteurs.
- 1989 : Regourd Aviation est le premier négociant d’avions d’affaires en terme quantitatifs et qualitatifs. La société propose dorénavant son savoir-faire en matière de gestion d’avions d’affaires.[réf. nécessaire]
- 1993 : FMS est cédée à la compagnie ELF.
- 1997 : Regourd Aviation crée une nouvelle compagnie aérienne d’affaires nommée Occitania, situées sur l’aéroport du Bourget.
- 1996 : création d'Equaflight, compagnie aérienne congolaise basée à Pointe Noire.
- 2001 : Regourd Aviation avec d'autres actionnaires crée une nouvelle compagnie aérienne d’affaires, Octavia Airlines, situées sur l’aéroport du Bourget et de Nantes. Alain Regourd en est le président[4].
- 2007 : création d’Equatravel, société de commercialisation et de gestion des vols, basée à l’aéroport du Bourget à Paris.
- 2008 : création d'EquaJet qui met à disposition de ses clients (organismes internationaux, hommes d’affaires ou décideurs gouvernementaux), des avions VIP sur toute l’Afrique.
- 2008 : création d'Aéro4M, basé en Slovénie et spécialisée dans la maintenance des hélicoptères.
- 2009 : actionnariat au sein d’Afric Aviation, compagnie aérienne basée à Libreville au Gabon[5].
- 2012 : en juin, Aéro4M devient une compagnie aérienne spécialisée dans le transport corporate et VIP et dans la mise à disposition d’avions en ACMI auprès de compagnie tiers.
- 2014 : création d’Equa2C, compagnie aérienne basée au Cameroun.
- 2015 : création en France d'AirMain, spécialisée dans la maintenance aérienne auprès de compagnie tiers et basé sur l'aéroport de Saint-Brieuc Armor en Bretagne.
- 2015 : création d'Ivoire Executive qui met à disposition de ses clients, des avions VIP sur toute l’Afrique.
- 2017 : création d'une nouvelle compagnie aérienne, dénommée Guinea Airlines, avec un homme d'affaires guinéen, Antonio Souaré[6].
- 2018 : dissolution d'Ivoire Executive à la suite d'un désaccord entre actionnaires français et africains.
- 2019 : en juillet, le groupe Regourd Aviation annonçait changer de nom et devenait Amelia en hommage à l'aviatrice américaine Amelia Earhart, ce qui entrainera progressivement le changement de nom de ses filiales comme Aero4M qui deviendra Amelia International[1] ou Airmain en Amelia Tech[7]. En novembre, Amelia International remportait l'appel d'offre pour reprendre en janvier 2020, en tant que compagnie aérienne autonome, la ligne régulière Rodez-Paris[8].
- 20 janvier 2020 : sa compagnie Amelia International effectue son premier vol commercial régulier entre Rodez et l’aéroport de Paris-Orly à bord de l’Embraer 145 immatriculé F-HESR[9].
- 2021 : un second centre de maintenance (nommé Amelia System) est ouvert sur l'aéroport de Rodez en avril 2021[10].
- 2023 : le groupe Amelia a transporté plus de 541 000 passagers[11].
- 2024 : notamment grâce à la présence dans la flotte d'avions Airbus 319/320, Amelia propose en ACMI ses services pour Air France, Transavia, Air Corsica, Aircalin, Bangkok Airways et Air Algérie[12].
- 2024 : Amelia se positionne sur le voyage d'affaires avec sa nouvelle filiale, Amelia Executive. Elle propose un A319 entièrement configuré et aménagé en classe affaires qui effectue son premier vol en juin 2025[13].
- 2025: Pour combler le vide entre les avions de 50 places et ses Airbus A319, Amelia entre en flotte des Embraer 190[14] de 100 places. Le premier sera le F-HDRK qui volait chez Bamboo Airways. Amelia prévoit d'utiliser ce type d'appareil sur la ligne Pau-Orly[15].

## Activités
Le métier d'origine de Regourd Aviation était le négoce, la location et la gestion d’avions d’affaires et d’hélicoptères. Au cours de son histoire, Amelia a opéré successivement des vols d'aviation d'affaires, des lignes régulières, de l'ACMI ou encore des évacuations sanitaires.

### L'empreinte africaine
Dès décembre 1996, Regourd Aviation développe l'activité africaine avec le lancement d'Equaflight qui réalise des vols réguliers, d’abord entre Pointe-Noire et Brazzaville, puis entre Pointe-Noire et Port-Gentil, à raison d’un aller-retour les mardis et samedis. La compagnie gère également une activité de vols dédiés aux entreprises et aux gouvernements de la zone. Elle assure le transport d'équipages pour Air France ou Brussels Airlines et assure des lignes régulières disponible en AMADEUS entre Port-Gentil (Gabon), Pointe-Noire et Brazzaville (Congo),.
En 2008, Equajet est fondée afin de commercialiser des vols privés et à la demande depuis le Congo, essentiellement pour le compte des secteurs miniers et forestiers.
La compagnie Ivoire Executive, rare compagnie sur le marché VIP en Côte d'Ivoire, a été dissoute à l'été 2018 à la suite d'un désaccord entre actionnaires (51 % pour l'entreprise française Regourd aviation, 40 % pour des privés ivoiriens et 9 % pour Air Côte d'Ivoire).

### Lignes régulières
Début 2020, Amelia ouvre sa première ligne régulière (Orly - Rodez), opérée sous Délégation de Service Public (DSP) pour une durée initiale de 4 ans. Elle développe ensuite plusieurs lignes depuis Brive et Strasbourg. Cependant, en 2024, Amelia décide de cesser les opérations de lignes régulières sous DSP en raison d'une réorientation de son modèle économique vers l'ACMI et le charter, d'une rentabilité déficitaire de cette activité, des complexités administratives et des délais significatifs rencontrés dans le processus de recouvrement des subventions d'État.
| Ligne                   | Exploitation                            | Début | Fin      |
| ----------------------- | --------------------------------------- | ----- | -------- |
| Orly - Rodez            | Sous Délégation de Service Public       | 2020  | 2024     |
| Orly - Brive            | Sous Délégation de Service Public       | 2022  | 2024     |
| Strasbourg - Amsterdam  | Sous Délégation de Service Public       | 2022  | 2024     |
| Strasbourg - Munich     | Sous Délégation de Service Public       | 2022  | 2022     |
| Orly - Clermont Ferrand | En compte propre                        | 2020  | 2021     |
| Orly - Pau              | En compte propre                        | 2024  | En cours |
| Brive - Ajaccio         | En compte propre, exploitation estivale | 2022  | 2024     |
| Brive - Nice            | En compte propre, exploitation estivale | 2022  | 2024     |

### ACMI (Aircraft, Crew, Maintenance and Insurance)
Dès 2017, face à une baisse de l'activité en Afrique, Amelia rappatrie une partie de sa flotte en Europe qu'elle propose en ACMI (Aircraft, Crew, Maintenance and Insurance, location d'avions avec équipages) pour d'autres compagnies telles qu'Air France. Ainsi, elle opère dès octobre 2018 au départ de Lorient vers Roissy-CDG et Lyon puis ensuite entre Orly et Aurillac ou Orly et Castres.
En 2022, Amelia étend sa zone d'opérations avec l'affrètement d'un ATR 72-600 pour Air Tahiti puis elle intègre ensuite 3 Airbus A320 supplémentaires qui volent pour le compte d'Air France pendant l'été 2024 ainsi que d'autres compagnies comme Air Corsica, Aircalin, Bangkok Airways, Air Algérie ou Flynas.

### Evacuations sanitaires
Depuis 2020, Amelia opère en Embraer 135 des missions d’évacuation sanitaire (EVASAN) entre Mayotte et la Réunion, ainsi qu’occasionnellement vers la métropole ou d'autres destinations régionales, pour le compte de l’Agence Régionale de Santé (ARS) de Mayotte. Cette activité est cruciale pour assurer le transfert rapide de patients en situation d’urgence médicale, dans un contexte où les capacités hospitalières locales sont limitées. L’appareil est basé sur l’aéroport de Dzaoudzi-Pamandzi, et mobilisable 24h/24, avec des équipes médicales et aéronautiques en astreinte permanente. Le service EVASAN d’Amelia est un maillon essentiel du dispositif de santé à Mayotte, territoire ultramarin français confronté à un isolement géographique important et à des défis logistiques en matière de soins spécialisés.
En 2024, elle développe également une activité de rapatriement sanitaire en Learjet 45 depuis l'aéroport Roland Garros à la Réunion.

### Vols charter
Amelia assure des vols "charter" pour plus de trente courtiers aériens comme Air Partner, Pro Sky, The Aviation Factory, Smart Aviation Ltd mais aussi le transport sportif pour le compte d'une vingtaine d'équipes parmi lesquelles l'Olympique de Marseille, le Stade rennais, L'Olympique lyonnais, le LOSC Lille, le PSG, Le FC Nantes, le Racing 92, le R.C.T (Rugby club toulonnais), le F.A.F (l'équipe nationale d'Angola). Elle assure le transport corporate pour le compte d'organisations et entreprises internationales parmi lesquelles JCDecaux, Volkswagen, Eni, TOTAL, PERENCO, ExxonMobil, le Ministère de l'intérieur français, la Commission européenne et l'O.T.A.N.

## Flotte
| Appareil   | Immatriculation | Nombre de sièges | Construction | Livraison | Opérateur                       |
| ---------- | --------------- | ---------------- | ------------ | --------- | ------------------------------- |
| A320-214   | F-HBNA          | 178              | 2010         | 2023      | Amelia (France)                 |
| A320-214   | F-HDRE          | 180              | 2006         | 2024      | Amelia (France)                 |
| A320-214   | F-HDRF          | 180              | 2006         | 2024      | Amelia (France)                 |
| A320-214   | F-HDRG          | 180              | 2006         | 2024      | Amelia (France)                 |
| A319-212   | F-HDSJ          | 144              | 2008         | 2022      | Amelia (France)                 |
| A319-212   | F-HDRA          | 60               | 2004         | 2023      | Amelia International (Slovénie) |
| EMB145LR   | F-HYOG          | 49               | 2001         | 2020      | Amelia International (Slovénie) |
| EMB145LR   | F-HGYM          | 49               | 2002         | 2020      | Amelia International (Slovénie) |
| EMB145LR   | F-HESR          | 50               | 2008         | 2019      | Amelia International (Slovénie) |
| EMB145LR   | F-HRAP          | 50               | 2008         | 2018      | Amelia International (Slovénie) |
| EMB145LR   | F-HOXY          | 50               | 2008         | 2019      | Amelia International (Slovénie) |
| EMB145LU   | S5-ACJ          | 49               | 1999         | 2016      | Amelia International (Slovénie) |
| EMB145LU   | F-HRAV          | 49               | 1999         | 2017      | Amelia International (Slovénie) |
| EMB145LU   | F-HRAM          | 49               | 2000         | 2016      | Amelia International (Slovénie) |
| EMB145LU   | F-HRGD          | 49               | 2001         | 2016      | Amelia International (Slovénie) |
| EMB135LR   | F-HMOV          | 37               | 2001         | 2022      | Amelia International (Slovénie) |
| EMB135ER   | F-GRGP          | 37               | 1999         | 2012      | Amelia International (Slovénie) |
| Learjet 45 | F-HACP          | 8                | 2005         | 2024      | Amelia International (Slovénie) |

| Appareil | Immatriculation | Nombre de sièges | Construction | Livraison | Notes                      |
| -------- | --------------- | ---------------- | ------------ | --------- | -------------------------- |
| EMB190LR | F-HDRI          | ?                | 2012         | 2025      | Pour l'activité ACMI       |
| EMB190LR | F-HDRK          | ?                | 2013         | 2025      | Pour l'activité ACMI       |
| A319     | ?               | ?                | ?            | 2026      | Destiné à Amelia Executive |

Avions du Groupe
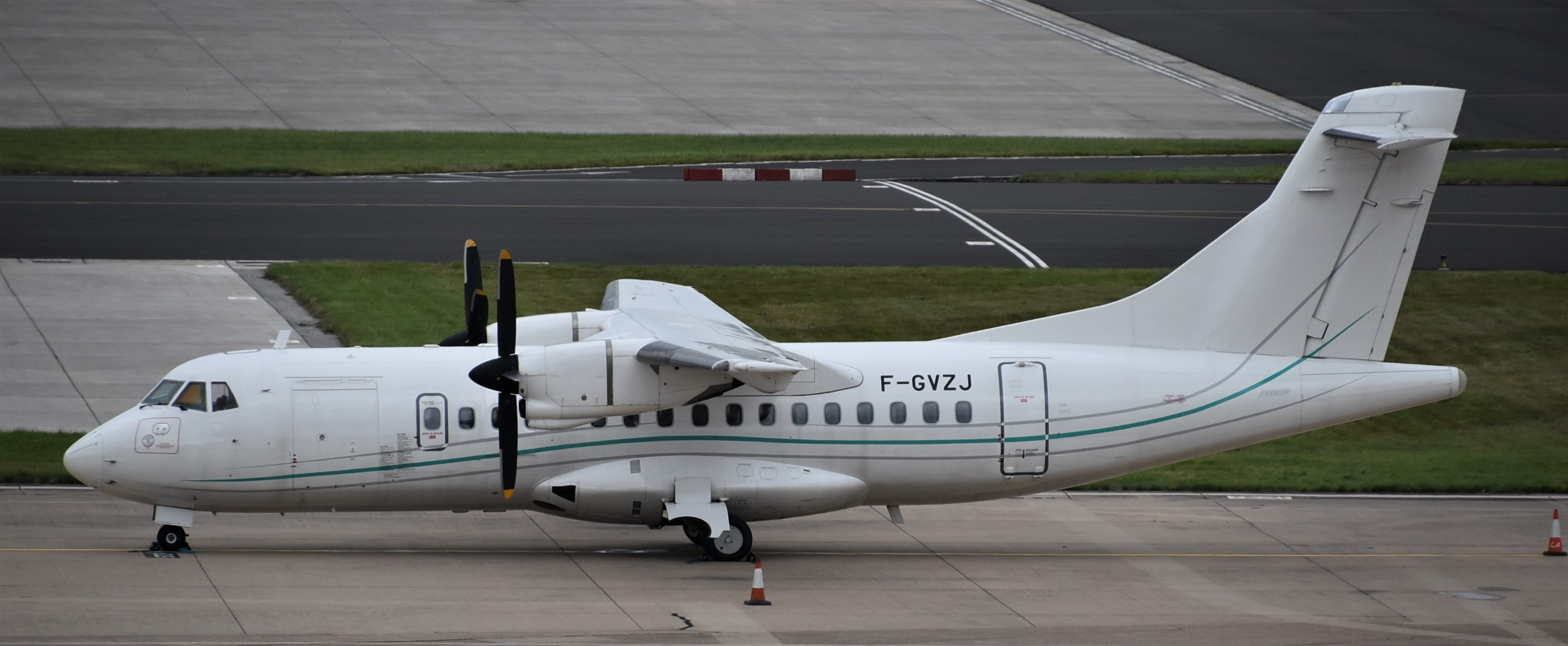
Ancien ATR 42 d'Amelia International, filiale du groupe.
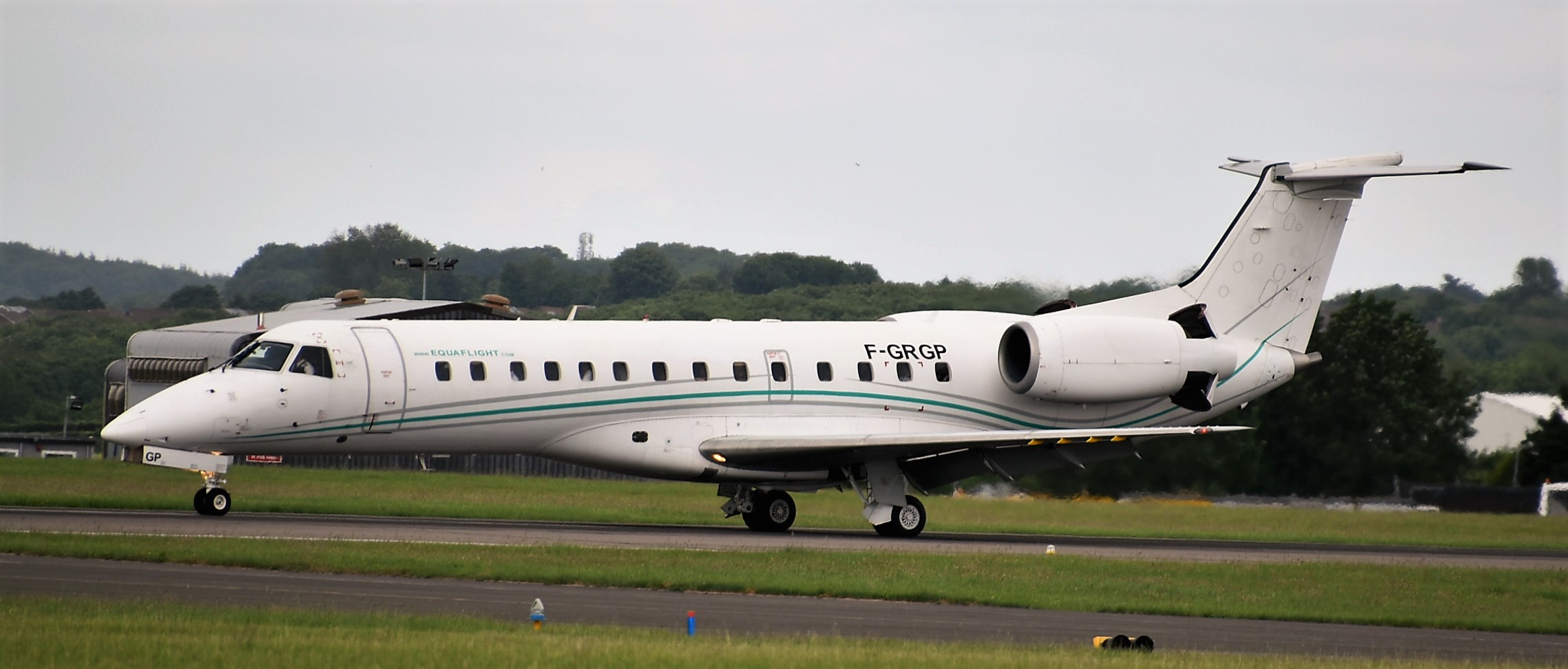
ERJ135 d'Amelia International, filiale du groupe.
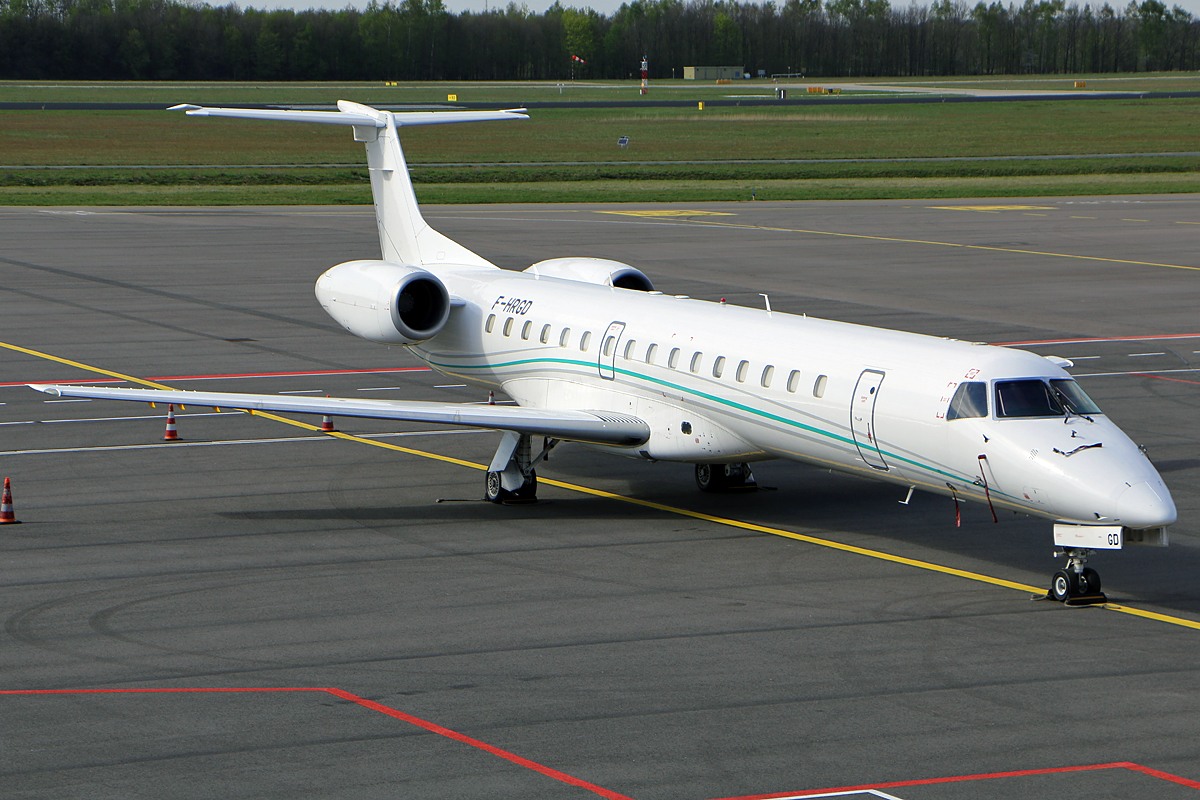
ERJ145 d'Amelia International, filiale du groupe.
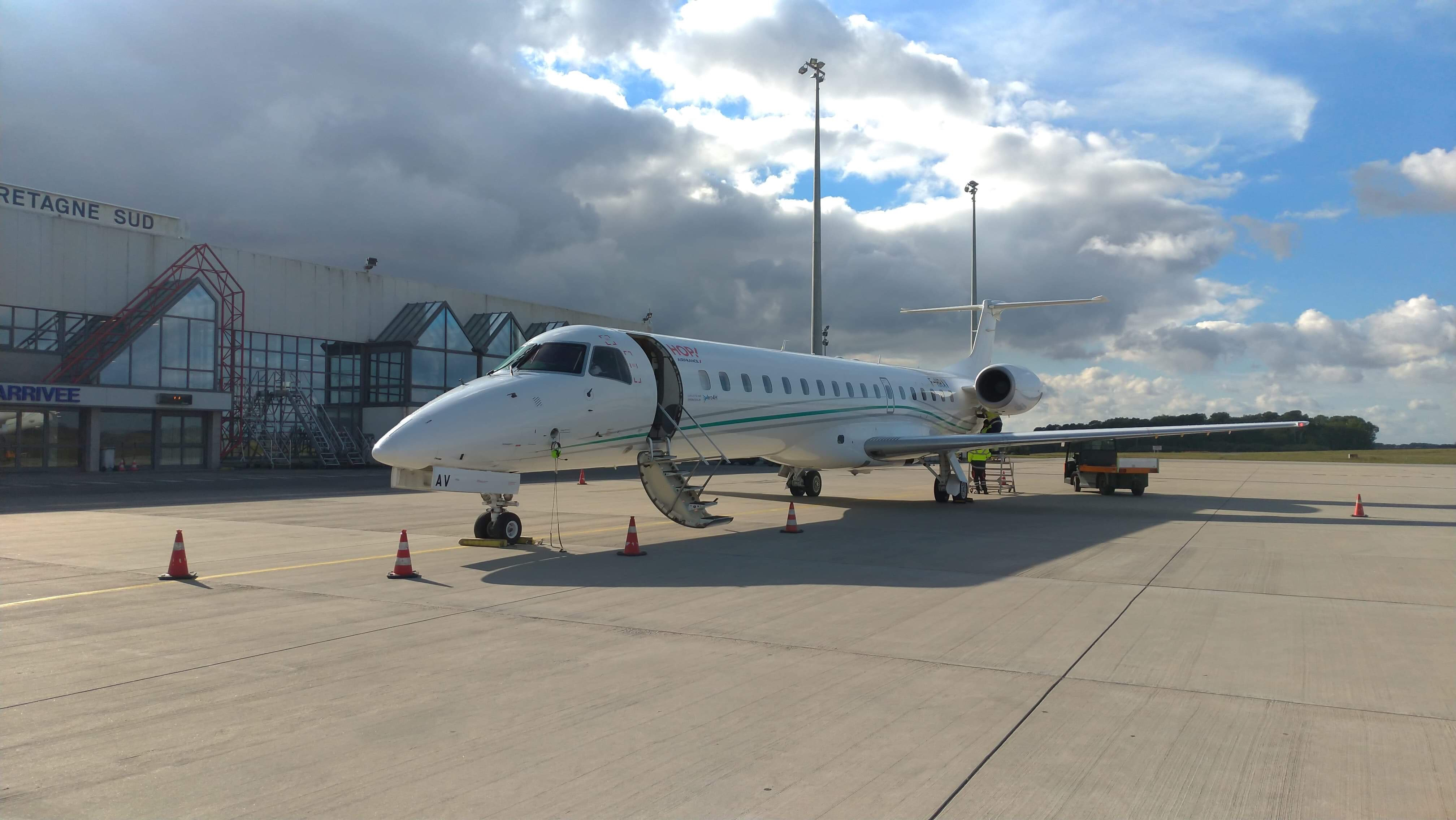
ERJ145 d'Amelia International sur la ligne régulière Lorient-Lyon (Oct.2018).
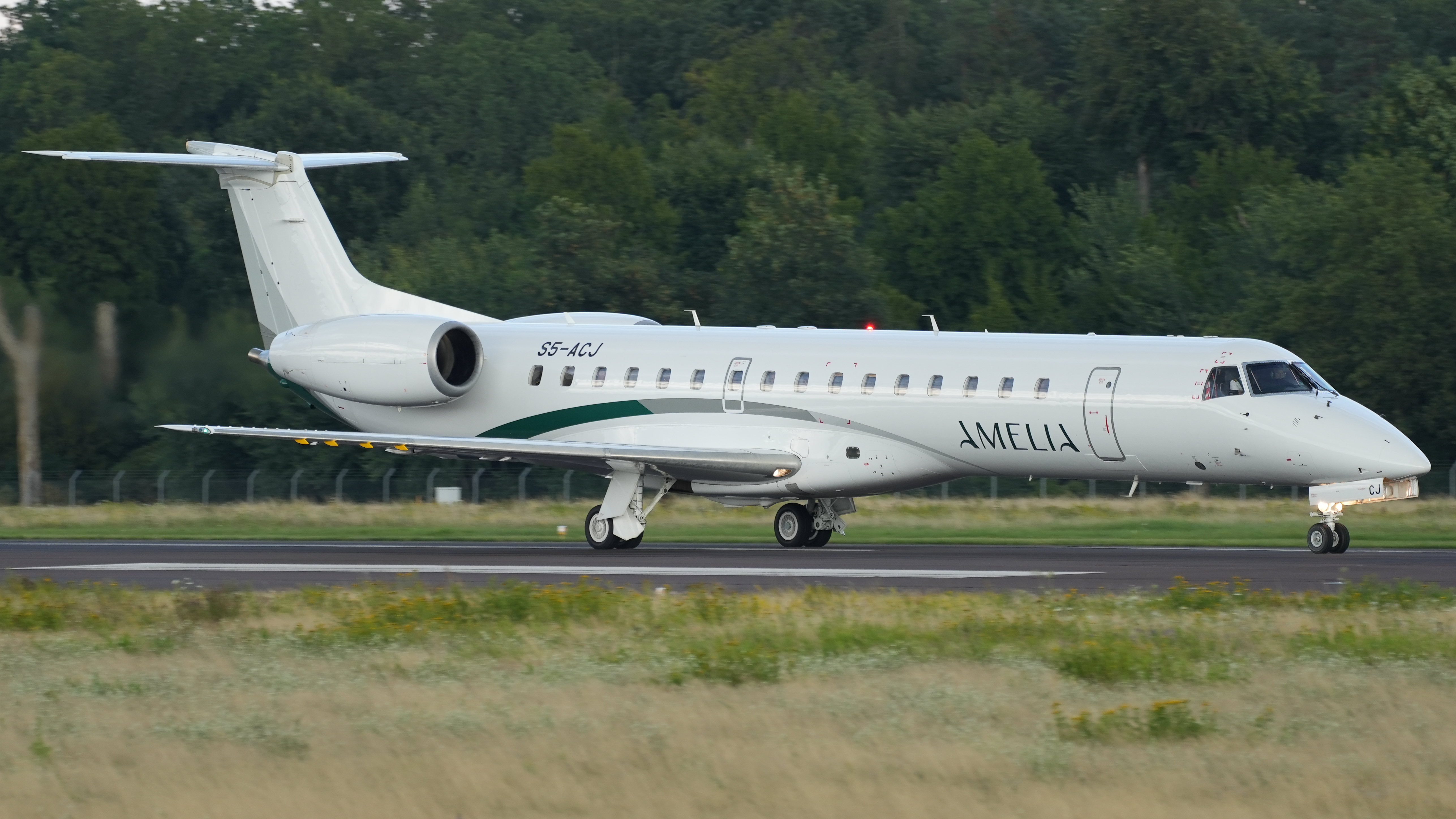
ERJ-145 S5-ACJ en 2023
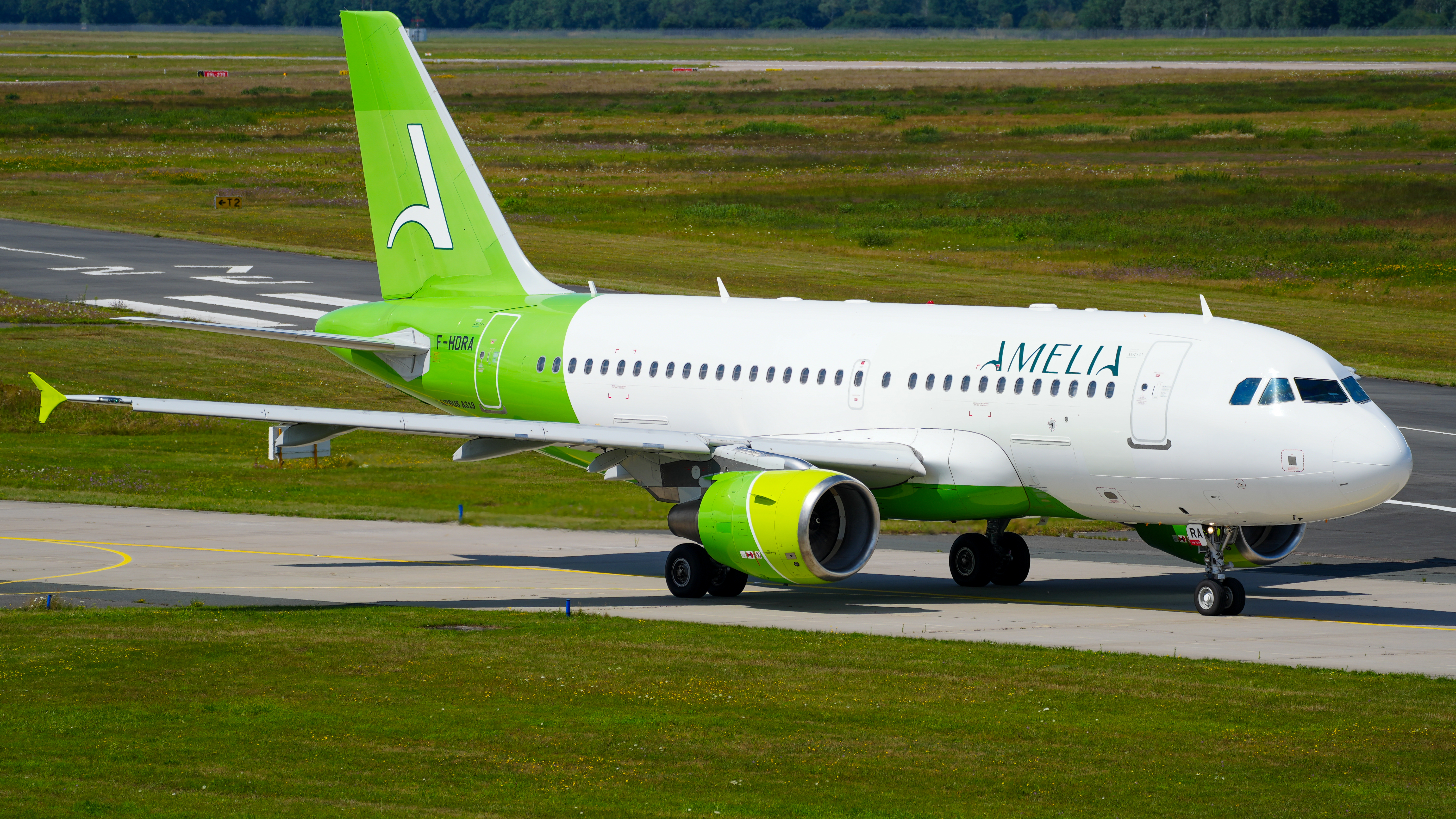
Airbus A319 F-HDRA en 2023

### Ancienne flotte
- 2 ATR 72-600, immatriculé F-HIPY, F-HGNU,
- 1 ATR 42-500, immatriculé F-HLIA,
- 1 Beechcraft 1900C, immatriculé TN-AIQ,
- 1 Dornier 228-200, immatriculé 5Y-EKA,
- 1 Falcon 10, immatriculé F-GIPH,
- 1 Falcon 900EX, immatriculé F-HREG (vendu en 2021),
- 1 Legacy 600, immatriculé F-HFKD (vendu en 2020),
- ainsi qu'un hélicoptère : 1 Aérospatiale SA 365 N immatriculé F-GVAR.
- 1 ERJ-145, immatriculé SE-DZA

## Incidents
Le 20 octobre 2022, l'Embraer 145 immatriculé F-HYOG est sorti de piste à l'aéroport d'Orly suite à une approche non stabilisée par météo orageuse et piste mouillée. Cet incident n'a entraîné ni décès ni blessés.

## Logotypes des filiales
Nouveaux et anciens logotypes :

Logotype 2019 du groupe Regourd Aviation.
Logotype 2019 de l'ancienne compagnie Aéro4M devenue Amelia International.
Logotype 2019 de l'ancienne société de maintenance Airmain.
Logotype 2019 de la compagnie Equaflight (Brazzaville au Congo).
Logotype 2019 de la compagnie Equajet (Brazzaville au Congo).
Regourd Aviation.
Logotype de la compagnie Aéro4M (Ljubljana en Slovénie).
Logotype d'Airmain (maintenance à Saint-Brieuc Armor).
Logotype d'Equaflight (Pointe-Noire au Congo).
Logotype d'EquaJet (Brazzaville au Congo).
Logotype d'Ivoire Exécutive (Abidjan en Côte d'Ivoire).
Logotype de l'ancienne compagnie Octavia Airlines (2001-2005).
Logo de Octavia Football
Logo de O Air (anciennement Octavia Airlines)